# 分林保弘
分林 保弘（わけばやし やすひろ、1943年 - ）は株式会社日本M&Aセンターの創業者。

## 経歴
- 1943年京都生まれ。父は観世流能楽師、母は裏千家茶道教授。自身は3歳で能の初舞台を踏む。観世流能楽師分林道治は甥。
- 1966年 立命館大学経営学部卒業、日本オリベッティ(現:NTTデータジェトロニクス)入社。[2]
- 1991年 日本M&Aセンター設立。
- 1992年 同社社長
- 2008年 同社会長現職
- 2010年より東京商工会議所議員。

## エピソード
学生時代に貨物船にて渡米し、各地で能楽公演を行った。
名称は一時期靖博を用いていたが、日本M&Aセンターの上場を機に保弘に戻した。

## 著書

### 単著
- 『【最新版】中小企業のためのM&A徹底活用法』（PHP研究所） ISBN 978-4-569-80025-7
- 『2012年問題でチャンスをつかむ会社 VS 失う会社』（(株)ALMACREATIONS）
- 『【改訂版】中小企業のためのM&A徹底活用法』（PHP研究所） ISBN 978-4569690797
- 『小さな会社のためのM&A基礎講座 小さい会社を売る方法、買う方法』（(株)アルマック CD教材）
- 『中小企業M&Aの時代が来た！』（H&I出版） ISBN 978-4901032070

### 監修
- 『病医院・介護施設のM&A成功の法則』（日本医療企画）株式会社日本M&Aセンター 医療介護支援室長 分林功（著）ISBN 978-4-86439-047-7

### 伝記
- 『日本M&Aセンター創業者 分林保弘の「仕組み経営」で勝つ！』（財界研究所）村田博文（著）ISBN 978-4-87932-111-4